# 福善君
福善君（韓語：복선군，1647年—1680年5月10日（四月十二）），諱李柟（韓語：이남），是朝鮮王朝時代的王族成員。

## 生平
李柟是麟坪大君李㴭的第三子，福川府夫人同福吳氏所生，有同母兄長福寧君李栯、福昌君李楨、弟弟福平君李㮒，後以大君之子封為正二品爵福善君。
顯宗九年（1668年）二月二十二，大司諫李泰淵（韓語：이태연）上書福善君與兄弟福昌君、福平君經常在山間狩獵，騷擾人民，要求禁止宗室私自出入鄉郊。不久，李柟就在顯宗十一年（1670年）被任命為謝恩使（韓語：사은사）出使清朝。
肅宗六年（1680年）發生三福之變，因西人黨人金錫冑、金益勳舉報福昌君和許堅（韓語：허견）、弟弟福善君、福平君李㮒三人密謀擁戴福昌君為國王，引起庚申换局，許堅父親許積等南人黨人被肅清，他也因此在同年四月十二處以絞刑。
高宗元年（1864年），高宗恢復了他的名譽和爵位。

## 家族關係
- 正室：林川郡夫人 趙氏，趙時馨（韓語：조시형）女
  - 养子：完陵君완릉군 이경 李烱（韓語：완릉군 이형），生父福平君李㮒   복평군 이연 （1648-1680）
  - 养子：이경민 李敬民

## 附註
1. ↑  《國朝人物考》〈麟坪大君 李㴭〉
2. ↑  《顯宗實錄》14卷·九年二月二十二條
3. ↑  《顯宗改修實錄》23卷·十一年十一月初五條
4. ↑  《肅宗實錄》9卷·六年四月十二條
5. ↑  《高宗實錄》1卷·元年七月十一條

- 《韓國歷史與現代韓國》，簡江作著